# Crassula aquatica
Crassula aquatica ((L.) Schönland, 1891) è una pianta succulenta appartenente alla famiglia delle Crassulaceae diffusa in buona parte dell'emisfero boreale tra Eurasia ed America Settentrionale. Prima dell'attribuzione al genere Crassula fu classificata da Linneo nel suo Species Plantarum come Tillaea aquatica (L., 1753), basionimo dell'attuale denominazione.
L'epiteto specifico deriva dal latino aqua, "acqua", e -ica, ossia "appartenente a", con riferimento all'habitat in cui la specie è diffusa.

## Descrizione

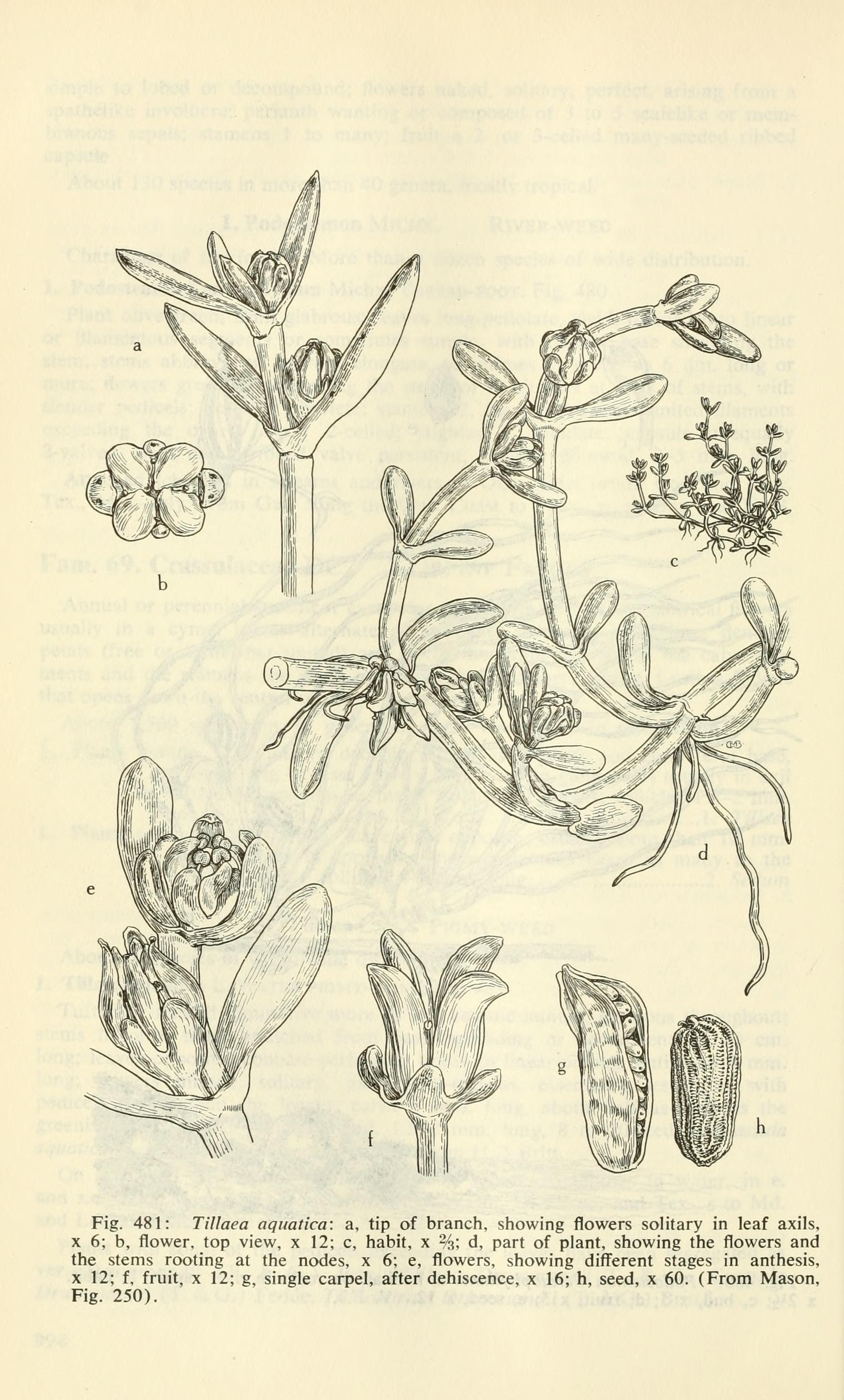
Tavola botanica per C. aquatica.

C. aquatica è una piccola pianta erbacea annuale diffusa principalmente in ambienti acquatici o comunque umidi. È formata da numerosi steli, sia eretti che striscianti, che cresceranno fino a circa 10 centimetri se situati in un ambiente più asciutto. In genere questi ramificano dalla base e le radici fascicolate si svilupperanno a partire dagli internodi.
Le foglie sono di forma ellittico-oblanceolata, misurando tra 3 e 6,5 mm in lunghezza, e presentano delle estremità appuntite.
Le infiorescenze singole sono costituite da un fiore tetramero, che si può sviluppare in posizione sia ascellare che terminale, unito alla pianta attraverso un peduncolo lungo 0,5–2 mm. In genere si sviluppano durante il periodo primaverile-estivo, tra i mesi di marzo e giugno. Il calice è formato quindi da 4 sepali, lunghi 0,6-0,9 mm e larghi 0,7-0,8 mm, dalla forma da triangolare a ottusa. La corolla è invece costituita da 4 petali che misurano da 1,4 a 1,7 mm in lunghezza e 0,8 mm in larghezza, dalla forma da romboidale a ovata.
I frutti, di forma oblunga, contengono tra i 6 e i 17 semi di forma oblungo-ellittica e colore opaco, ricoperti da dritte strie regolari e longitudinali.

## Distribuzione e habitat
C. aquatica è diffusa in gran parte dell'emisfero boreale e nel continente europeo la si può trovare in Regno Unito, Scandinavia e Russia europea. Risulta invece estinta in Polonia, Germania e repubbliche baltiche ed introdotta in Portogallo, dove è classificata come specie invasiva. Da qui il suo areale si estende ad una vasta porzione dell'Asia settentrionale, in Mongolia, Giappone, Cina e la restante parte della Russia. In America settentrionale è diffusa nelle aree costiere affacciate sia sull'Oceano Atlantico che sul Pacifico di Stati Uniti e Canada, ma la si può trovare anche in America centrale. Bisogna tuttavia evidenziare il fatto di come, benché sia presente in un areale molto vasto, questa pianta abbia una diffusione molto frammentata e discontinua, con popolazioni separate fra loro e minacciate dalla riduzione del loro habitat.
Questa specie ha come habitat principale i letti sabbiosi o argillosi di specchi d'acqua stazionari o a flusso lento come stagni, fiumi e laghi. Tuttavia è frequente trovarla anche nelle paludi costiere e in specchi d'acqua salmastra. Purtroppo la sua diffusione è legata ad ambienti sensibili a diverse minacce, come eutrofizzazione ed urbanizzazione costiera, e pur mancando ancora una studio a livello globale si tratta di una specie chiaramente minacciata, tanto che in tutti in paesi dell'UE 27 in cui è autoctona è classificata come minacciata, se non già estinta.

## Galleria d'immagini

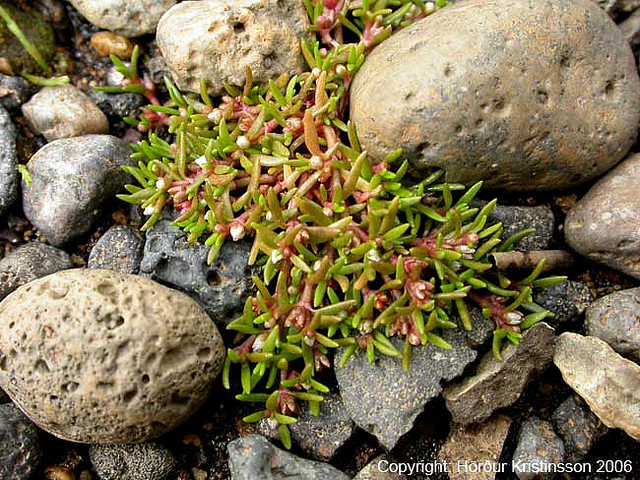
Piccola popolazione di C. aquatica.
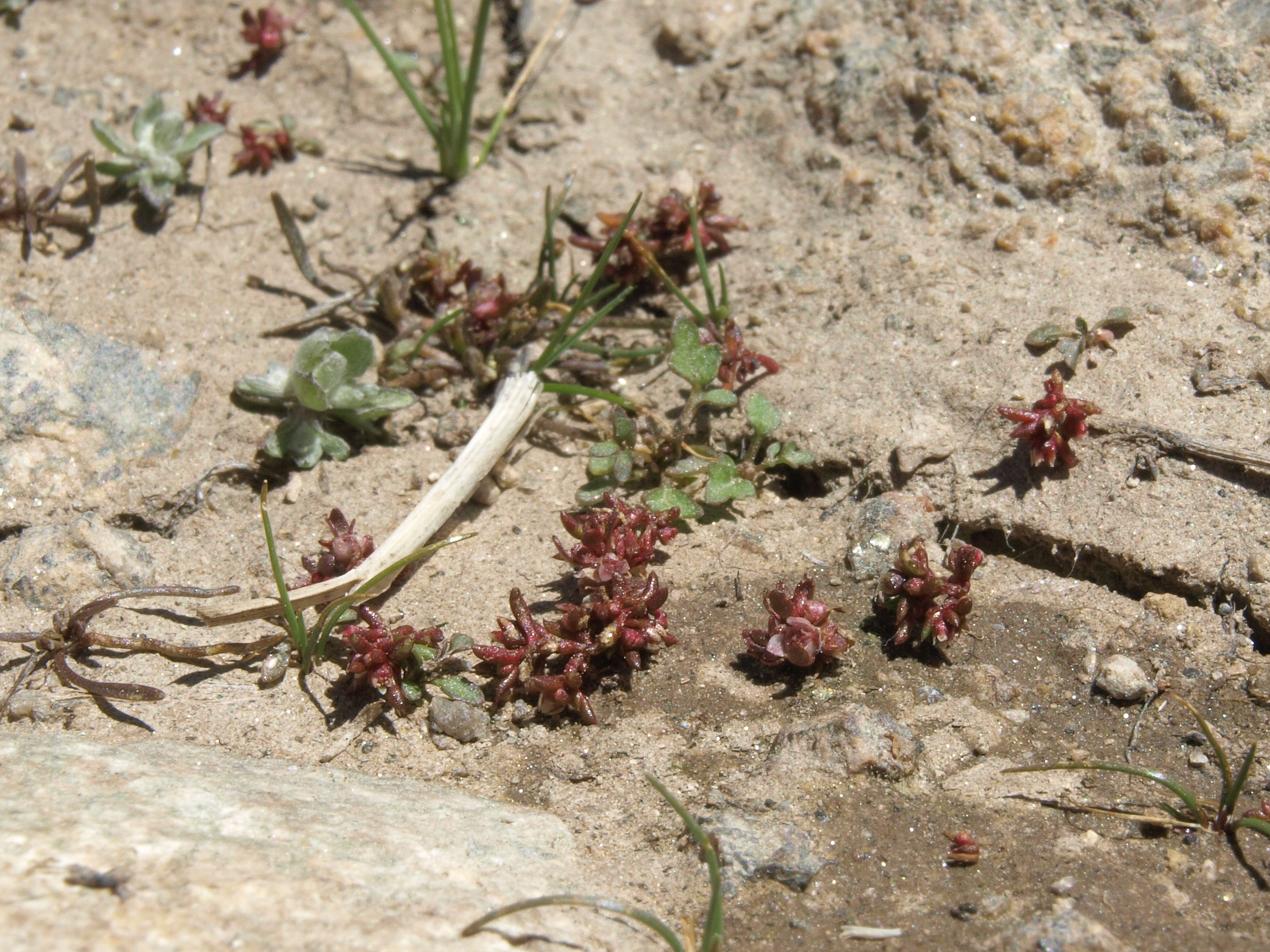
Esemplari di C. aquatica esposti a siccità, il che conferisce alle foglie un colore rossastro.
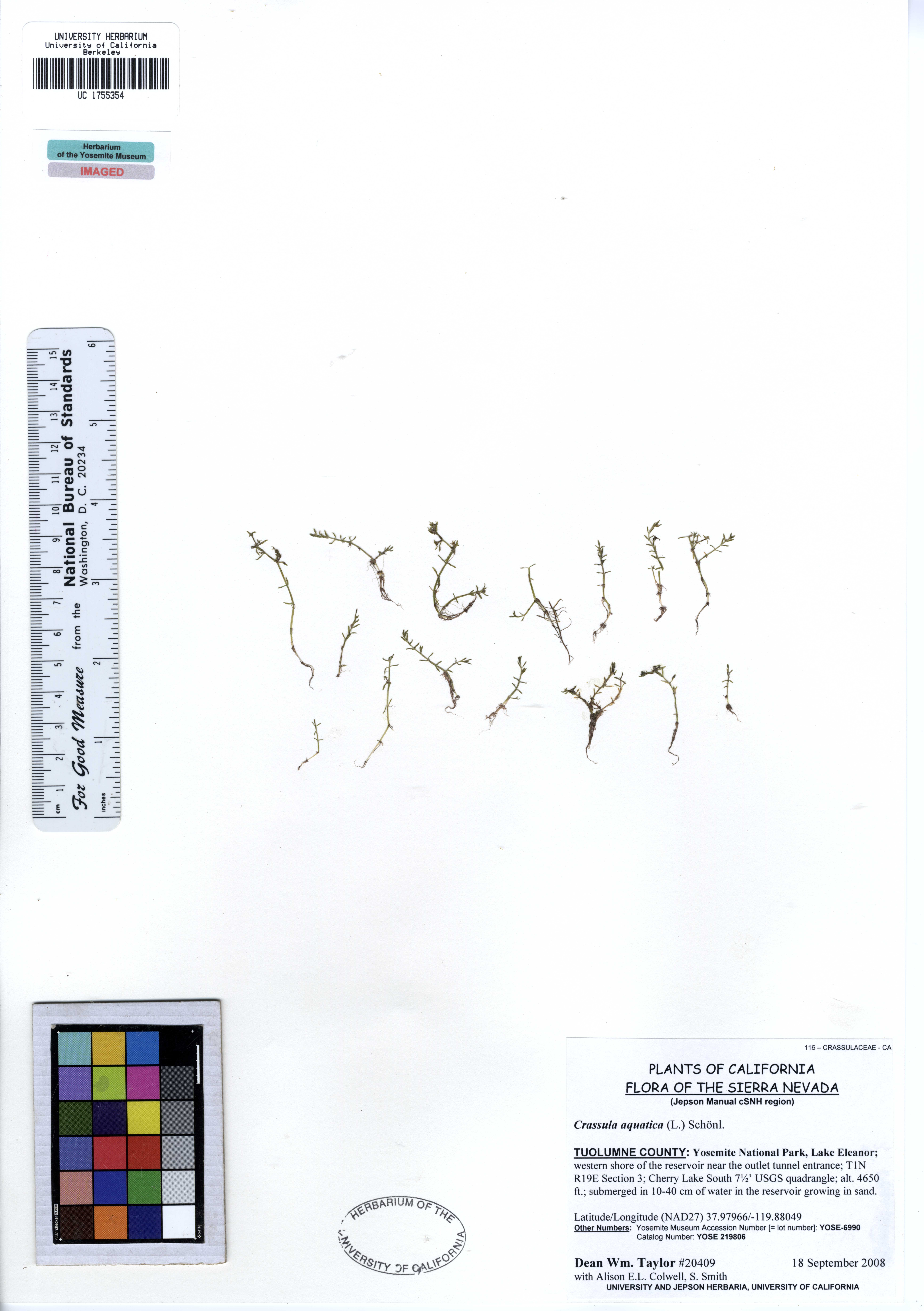
Campioni di C. aquatica di proprietà dell'Università della California - Berkeley.
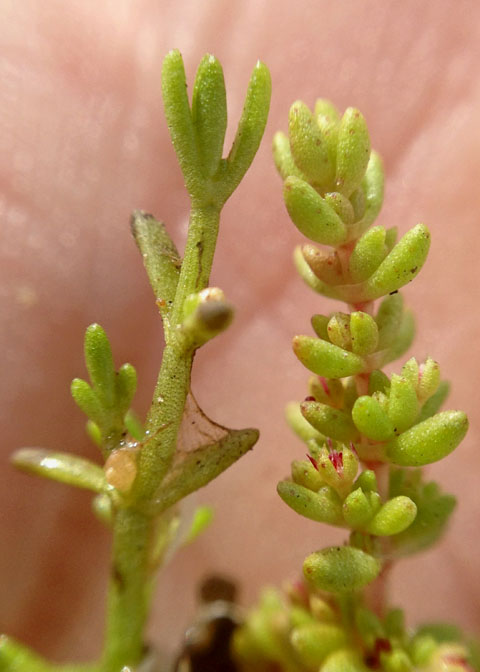
Confronto tra un esemplare di C. aquatica e uno di C. connata, altra specie di pianta acquatica appartenente al genere Crassula.
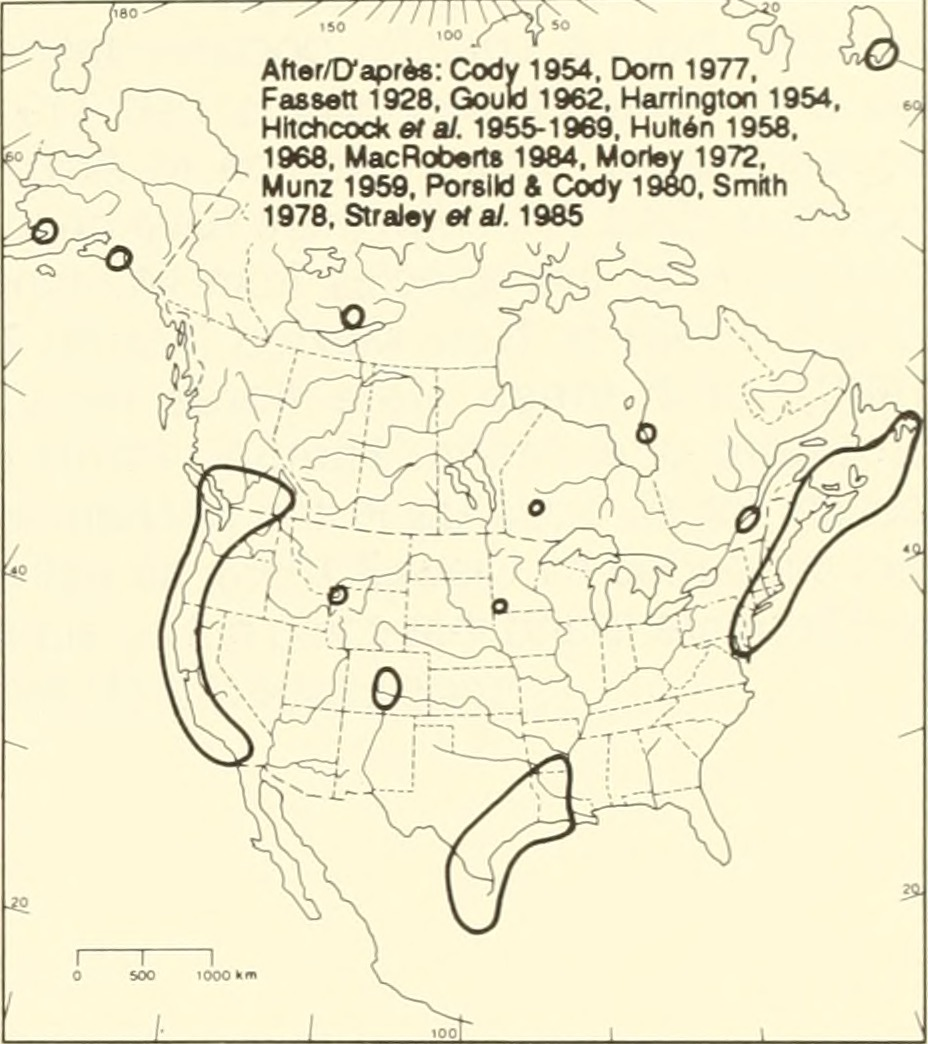
Distribuzione della C. aquatica nel continente nordamericano.
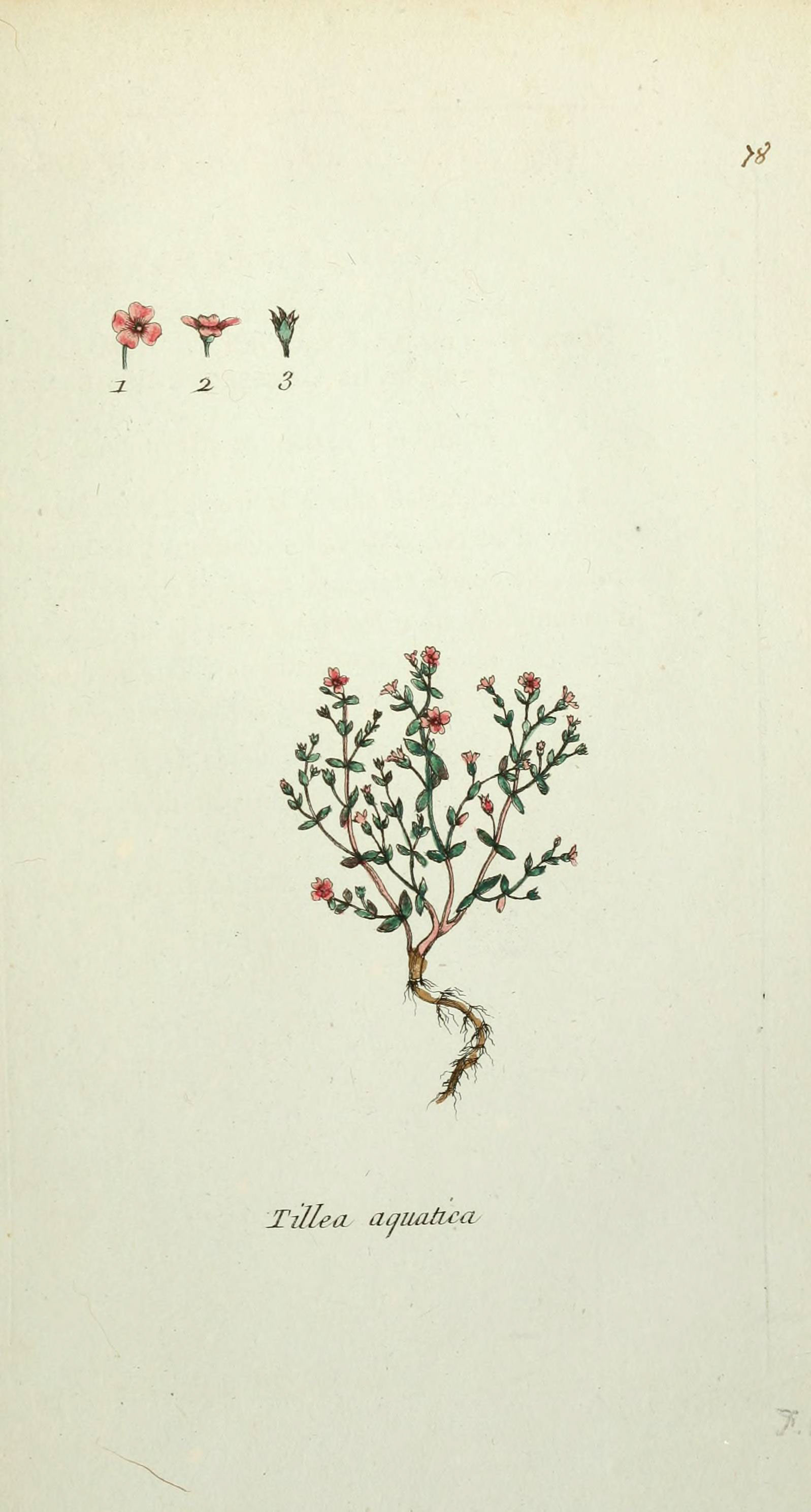
Tavola botanica per Tillaea aquatica, basionimo di C. aquatica.
Tavola botanica per C. aquatica.